# Palaua velutina
Palaua velutina är en malvaväxtart som beskrevs av Ulbrich och Hill. Palaua velutina ingår i släktet Palaua och familjen malvaväxter. Inga underarter finns listade i Catalogue of Life.